# Мост через Каму на автодороге Р239
Мост через Каму — мостовой переход через Каму между селом Сорочьи Горы и пгт Алексеевское в Татарстане. В официальных документах встречается название «Алексеевский мост».
Это сооружение имеет огромное значение для Татарстана в частности и России в целом, так как является частью автомобильной дороги Р239 «Казань — Оренбург — граница с Казахстаном» и евразийского транспортного коридора «Европа — Западный Китай».
Общая длина мостового перехода составляет 13 967 метров, в том числе мостов: через Каму — 1608 метров, через речки Архаровка и Курналка — 549,9 метра и 69,8 метра соответственно, предмостовую эстакаду длиной 275 метров.
Количество полос движения — 4.
Мост через реку Кама представляет собой неразрезное металлическое строение, выполненное по схеме 105 + 2х126 + 2х150 + 6х126 + 105 + 84. Всего мост имеет 14 опор. В поперечном сечении пролетное строение представляет собой консольную конструкцию с шириной по консолям 13 416 мм.
Мост через реку Архаровка представляет собой пролетное строение L = 63 + 5х 84 + 63. Мост имеет 8 опор.
Ближайшие альтернативные мостовые автомобильные переходы: через Каму — у Набережных Челнов (Нижнекамская ГЭС), через Волгу — у Казани (Займищенский мост) и в Ульяновске (Президентский мост).

## История строительства
Решение о строительстве моста обсуждалось с середины 1970-х годов. В 1985 году решение о постройке моста было официально утверждено. Рабочая документация на мостовой переход разработана ОАО «Гипротрансмост» г. Москва.
В 1989 году начались подготовительные работы на месте будущей стройки. В 1990 году был построен пирс и поселок для строителей.  В 1991 году стройка была остановлена из-за отсутствия финансирования. 
В 1993 году работы были возобновлены — была построена подстанция для снабжения строительства электричеством, и началось возведение правобережной эстакады. В 1994 году была построена крайняя опора моста через Каму со стороны правого берега. В 1996 году началось строительство русловых опор моста через Каму: всего было построено 14 опор. В 1999 году начались работы по монтажу пролетных строений на правобережной эстакаде, а также строительство мостов через Архаровку и Курлянку. В 2000 году начался монтаж пролетных строений на мосту через Каму. 
В процессе строительства проект мостового перехода был полностью изменен. В частности изменили конструкции пролетных строений. Были изменены конструкции противооползневых сооружений, а также правобережная предмостовая эстакада была заменена на дополнительный пролет.
Возведение мостового перехода осуществлялось Мостоотрядом № 3 ОАО «Волгомост», ЗАО «Таттрансгидромеханизация» и трестом «Каздорстрой». 22 октября 2002 года состоялось открытие первой очереди автодорожного моста.
Мост связал закамские районы центра и юга Татарстана быстрым и безопасным круглогодичным автодорожным сообщением с Казанью, существенно повлиял на социально-экономическое положение этих районов и на мобильность проживающего в них населения. Также мост позволил значительно сократить время в пути между Казанью и юго-востоком республики, Самарой, Тольятти, Димитровградом.
До постройки моста на этом месте работали самоходные паромы, перевозившие транспорт и людей. В зимнее время переправа осуществлялась по льду, а в межсезонье приходилось пользоваться объездными дорогами — мост через Каму на Нижнекамской ГЭС в Набережных Челнах, через Волгу — выше Казани Займищенский мост.
После открытия моста закрылись аэропорты Чистополя и Нурлата из-за отсутствия необходимости в авиасообщении с Казанью.
30 августа 2016 года Президент Татарстана Минниханов Р. Н. торжественно открыл мост полностью.

## Фотографии

Движение по мосту
Пост ДПС на дамбе
Мост через реку Архаровка